# قلعه‌رزه
قلعه‌رزه، روستایی از توابع بخش الوار گرمسیری ساکنین این روستا از طایفه شیخ ایل بهاروند شهرستان اندیمشک در استان خوزستان ایران است.

## جمعیت
این روستا در دهستان حسینیه قرار دارد و براساس سرشماری مرکز آمار ایران در سال ۱۳۹۵، جمعیت آن ۳۴۵ نفر (۱۰۱ خانوار) بوده‌است.